# Basilica (wetboek)
De 60 boeken der Basilica (Grieks: τα βασιλικα νόμιμα: 'de keizerlijke wetten'), omsteeks 900 na chr. zijn een zuivering van de Justiniaanse wetgeving, het Corpus Iuris Civilis. Deze zuivering, 'ανακαθαρσις', naar initiatief van Leo de Wijze, bleek nodig omdat het Byzantijnse Rijk eeuwenlang bleef vasthouden aan een codificatie die was geschreven in een in onbruik geraakte taal, het Latijn. Er verschenen daardoor veel uittreksels, samenvattingen, et cetera, in de wel gebruikelijke taal, het Grieks. Om ordening in deze veelheid van niet rechtsgeldige uittreksels en dergelijke te creëren zijn de boeken van de Basilica geschreven. De Basilica werd de officiële codificatie van het Byzantijnse rijk. 